# Olesicampe atypica
Olesicampe atypica är en stekelart som först beskrevs av Henry Lorenz Viereck 1925.  Olesicampe atypica ingår i släktet Olesicampe och familjen brokparasitsteklar. Inga underarter finns listade i Catalogue of Life.